# William-Adolphe Bouguereau
William-Adolphe Bouguereau [wiljam adɔlf buɡ(ə)ʁo]IPA (30. listopadu 1825 – 19. srpna 1905) byl francouzský akademický malíř období realismu.

## Život
William-Adolphe Bouguereau se narodil v La Rochelle. Jeho otec sice příliš nechtěl, aby jeho syn stal malířem, ale jeho matka a strýc s jeho zálibou plně souhlasili. S jejich podporou se mladý Bouguereau mohl stát studentem pařížské École des beaux-arts. Tam studoval u Françoise Picota. Po čtyřech letech kromě různých jiných vyznamenání získal v roce 1850 Prix de Rome, tím mohl studovat v Itálii Raffaela, Andrea del Sarto, ale také Jacquese-Louise Davida a Jeana-Dominique Ingrese. Ten významně ovlivnil detailní podstatu Bouguereauova díla. Od té doby se jeho obrazy vystavovaly na každoročních salonech, kde se staly velkou podívanou. V 60. letech 19. století namaloval také mnoho žánrových scén. V roce 1876 byl jmenován členem Francouzského institutu, v roce 1888 profesorem na École des beaux-arts. Když mu bylo 70 let, oženil se s malířkou z New Hampshire Elisabeth Gardnerovou. Na konci jeho života začala jeho díla v důsledku nástupu modernismu u veřejnosti ztrácet na ceně.
William-Adolphe Bouguereau byl klidný a společensky nenáročný člověk, který často a rád chodil do přírody, nebo se rád bavil s přáteli, kteří ho měli ve velké oblibě i když Degas žertem nazýval jeho malbu „bouguereauté“. Bouguereau měl přísný disciplinovaný styl, který je patrný zejména na malbě Zrození Venuše, která se vedle verze Cabanelovy stala jakýmsi doslova „symbolem akademismu 19. století“. Bouguereau ovšem maloval nejen mytologické malby, nýbrž i scény jako Mladá pastýřka která zobrazuje dívku pasoucí ovce. Bouguereau zemřel roce 1905 v La Rochelle.

### Julianova akademie
Od 60. let 19. století byl Bouguereau úzce spjat s Julianovou akademií, kde vyučoval a radil studentům a studentkám výtvarného umění z celého světa. Během několika desítek let mu „prošly rukama“ stovky, ne-li tisíce studentů malby a kreslení. Z řady z nich se stali ve svých zemích významní umělci, někdy pokračující v jeho realistickém stylu, jindy naopak rebelující proti němu, jako například Henri Matisse. William-Adolphe Bouguereau se po smrti své první ženy oženil se svou nejslavnější studentkou Elizabeth Jane Gardnerovou.

## Dílo

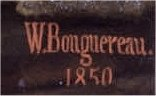
Signatura umělce

Bouguereau maloval různé kompozice především s námětem mytologie, náboženství či historie. Často také maloval ženy (např. jako Venuše, nebo madony). Zabýval se však také různými žánrovými motivy a maloval i portréty. Jeho nejoblíbenějším malířem byl Raffael, jehož díla v mládí často kopíroval a studoval. Pro Bouguereauův styl je příznačná přesná linka, důkladná kresba a lokální barva. Bouguereau nijak nepodporoval rozvoj malířství, zejména v lidských postavách. Nakonec jeho sláva upadla souběžně s rozvojem impresionismu. Od r.1920 nebyl téměř uváděn v encyklopediích a po druhé světové válce byl uváděn jako akademický představitel nejhoršího formalismu. Jeho sláva se dočkala určitého oživení až v 80. letech 20. století.

## Jméno
Bouguereauovo plné jméno se uvádí různě; některé zdroje uvádějí William-Adolphe Bouguereau (nejčastěji používané převážně ve Francii, ale i ve světě), zatímco jiné píší Adolphe William Bouguereau (méně, ale přesto často používaná možnost). Sám umělec své práce podepisoval nejdříve William Bouguereau, později a častěji „W.Bouguereau.datum“ nebo „W-BOVGVEREAV-datum“.

## Výběr z díla
- Dante a Vergilius v pekle, 1850

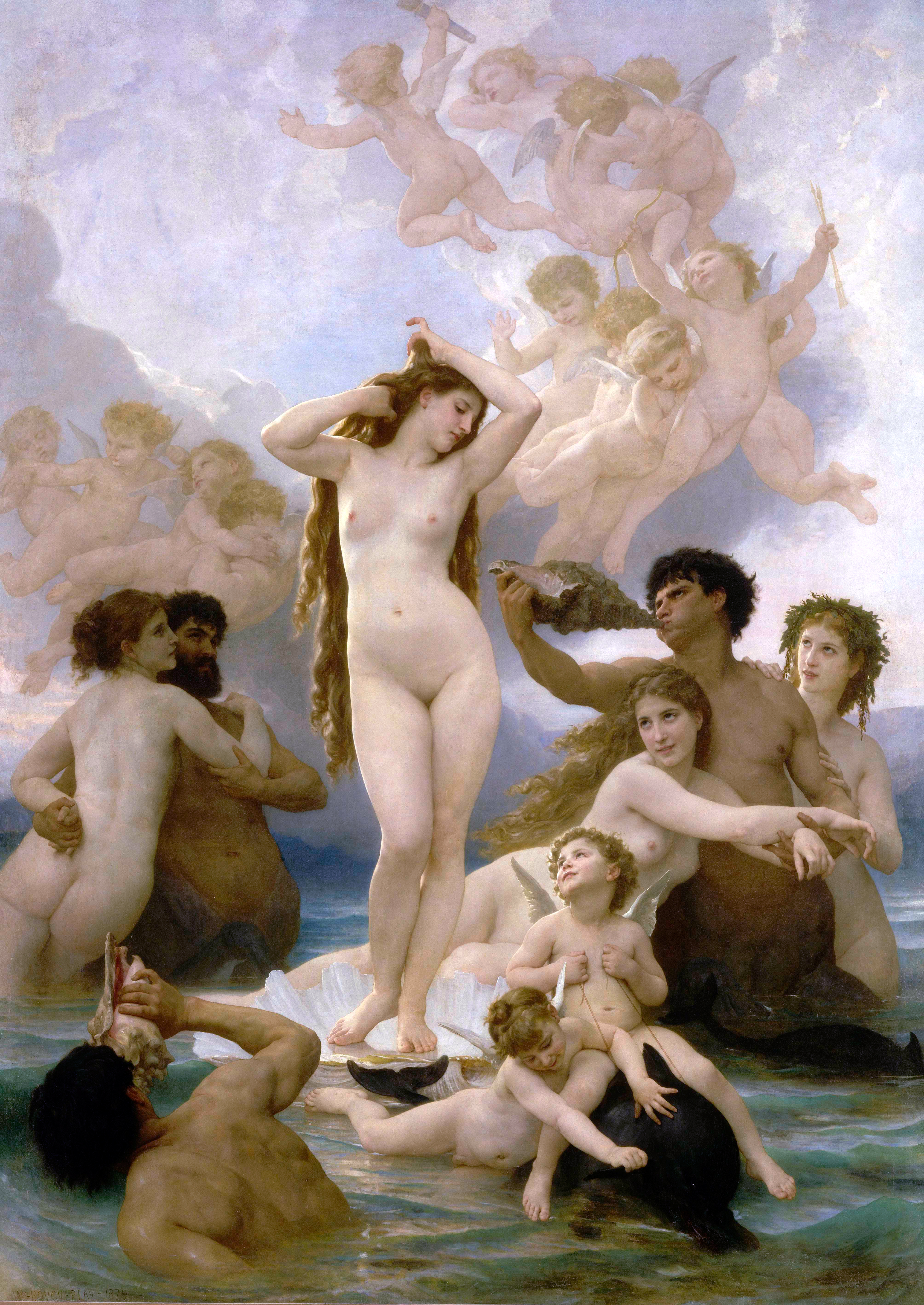
Zrození Venuše (1879)

- Portrét Geneviève Bouguereau, 1850
- Portrét Eugéna Bouguereau, 1850
- Portrét Amelie Dufaud Bouguereau, 1850
- Portrét Monsieura M.,1850
- Bratrská láska, 1851
- Arion na mořském koni, 1855
- Bakchantka na pantheru, 1855
- Tanec, 1856, Galerie Orsay, Paříž
- Ráj, 1858
- Dobročinnost, 1859
- Tobiáš dává sbohem svému otci, 1860
- Mladá žena kontemplující nad objetím svých dětí, 1861
- Orestes pronásledován Eryniemi, 1862
- Starší sestra, 1864
- Polévka, 1865
- Mladá herečka, 1865
- První lásky, 1866
- Samotná ve světě, (po r.1867)
- Čerstvé pomeranče, 1868
- Šijící žena, 1869
- Starší sestra, 1869
- Koupající se dívka, 1870
- Italka, 1871
- Malí zlodějíčci, 1872
- Nymfy, 1873
- Homér a jeho průvodce, 1874
- Amorek, 1875
- Návrat ze sklizně, 1878
- Nymphaeum, 1878
- Cikánka, 1879
- Zrození Venuše, 1879, Orsay, Paříž
- Mademoiselle Elisabeth Gardner, 1879
- Bičování Krista v chrámě, 1880, Musée de La Rochelle
- Mladá dívka bránící se Erotovi, 1880
- Pokušení, 1880
- Lískové oříšky, 1882
- Večerní nálady, 1882
- Den, 1883
- Noc, 1883
- Země, 1884
- Autoportrét, 1886
- Bratr a sestra, 1886
- Jaro, 1886
- První truchlení, 1888
- Pastýřka, 1888
- Psyché a Amor, 1889
- Malá pastýřka, 1889
- Mladá šijící žena, 1889
- Amor a Psyché, 1890 (též Cupid a Psyché, často nesprávně označovaný První polibek)
- La Bohémienne, 1890
- Rozbitý džbán, 1891
- U fontány, 1891
- Invaze kupidů, 1892
- Mládí, 1893
- Únos Psýché, 1895
- Milosrdenství, 1897
- Iréne, 1897
- Inspirace, 1898
- Žalozpěv, 1899
- Dívka držící citrony, 1899
- Mailice (Bakchantka), 1899
- Panna Maria s anděly, 1900, Musée Petit Palais, Paříž
- La Vierge au roses, 1902
- Mladá kněžka, 1902
- L´Oceánide, 1904
- Dolce far niente, 1905

## Galerie

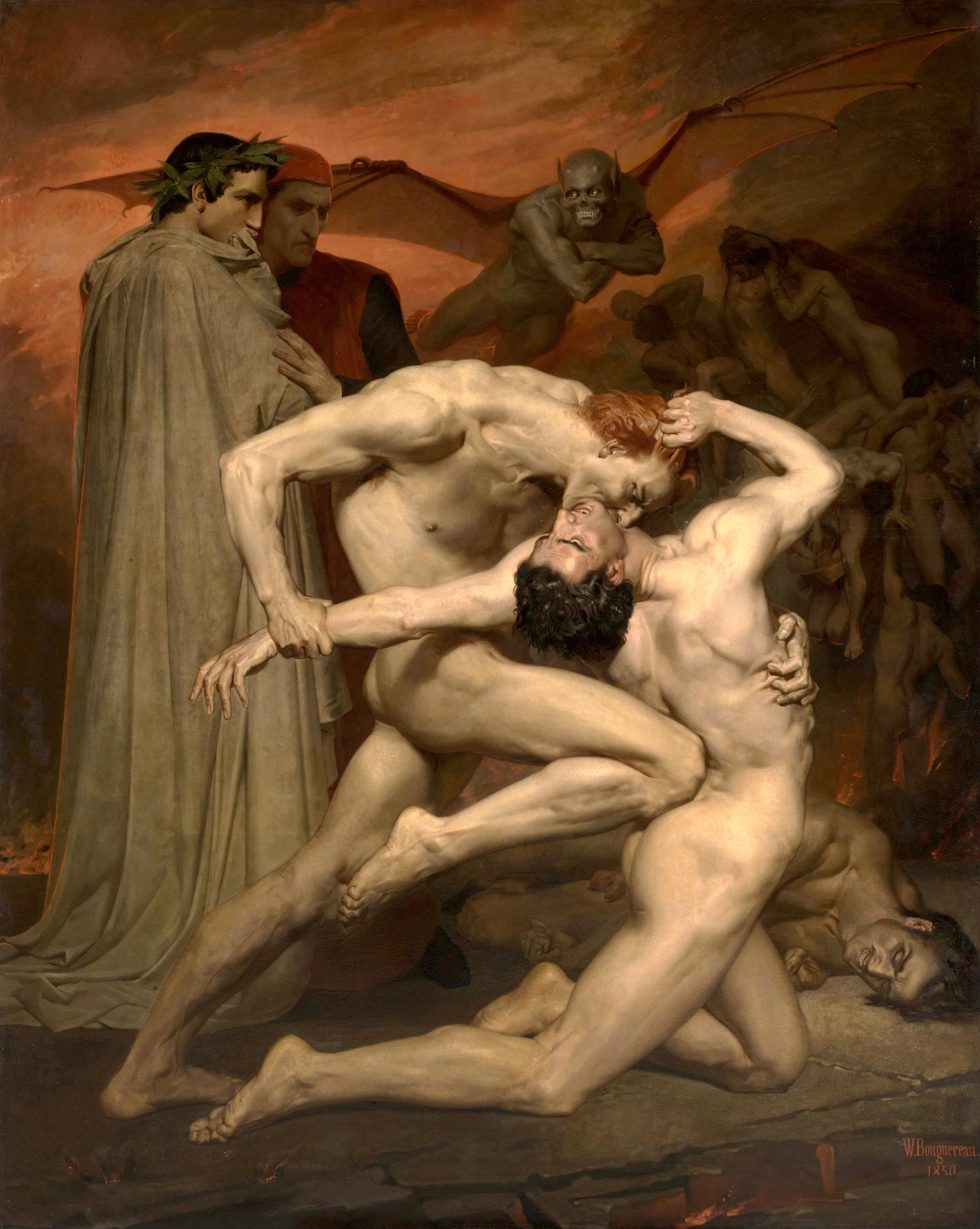
Dante a Vergillius v pekle, 1850
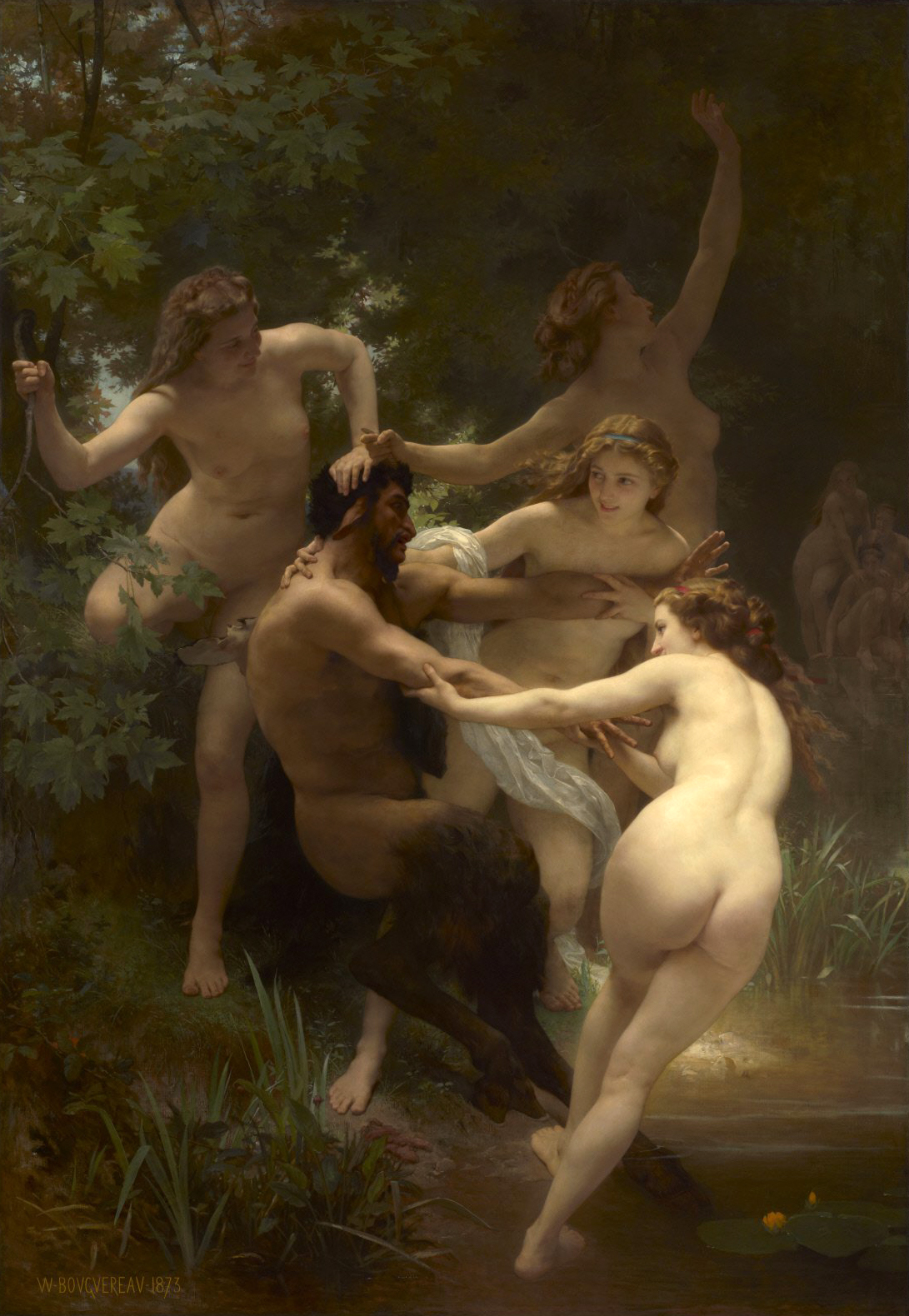
Nymfy a Satyr, 1873
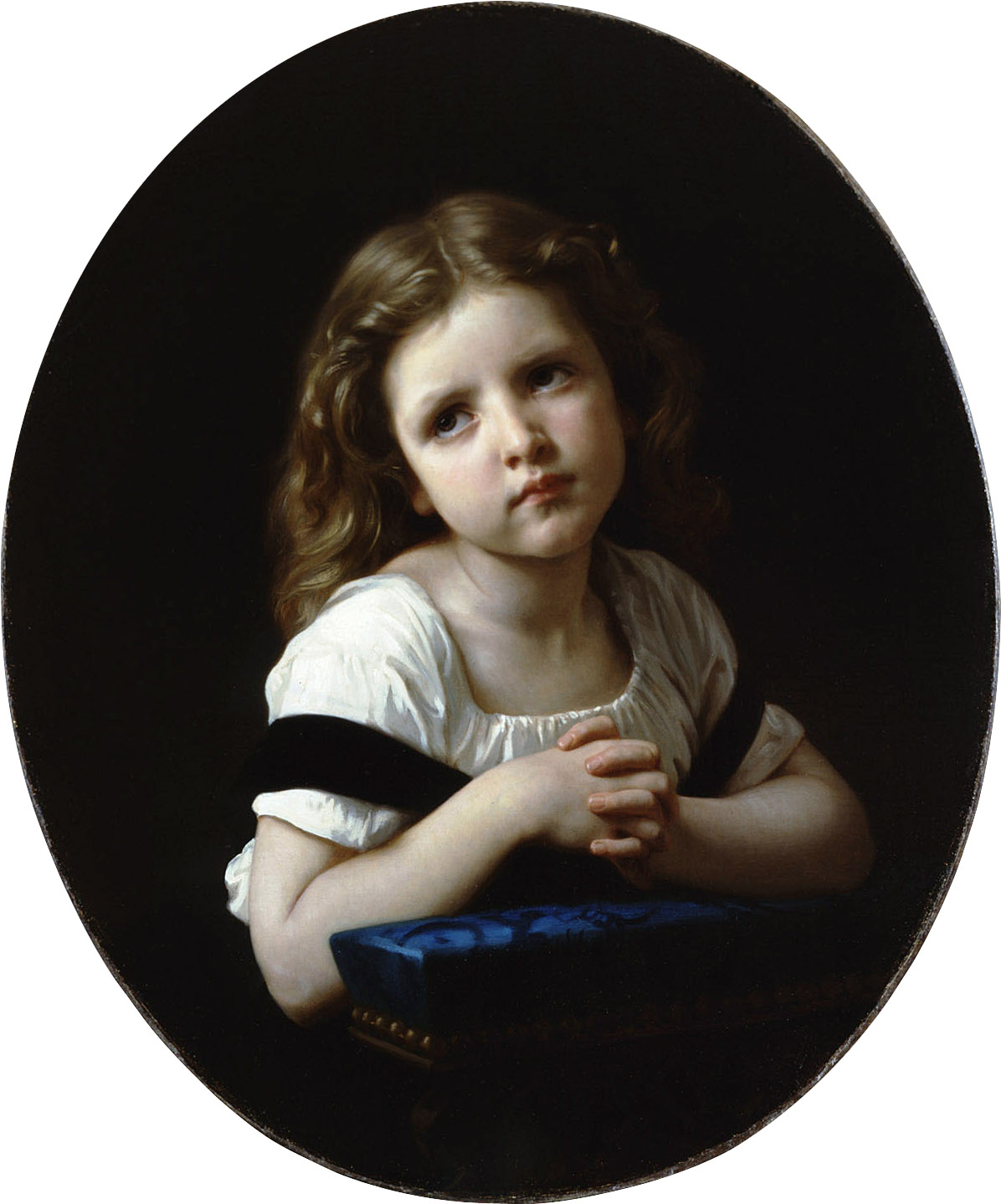
Modlitba, 1865
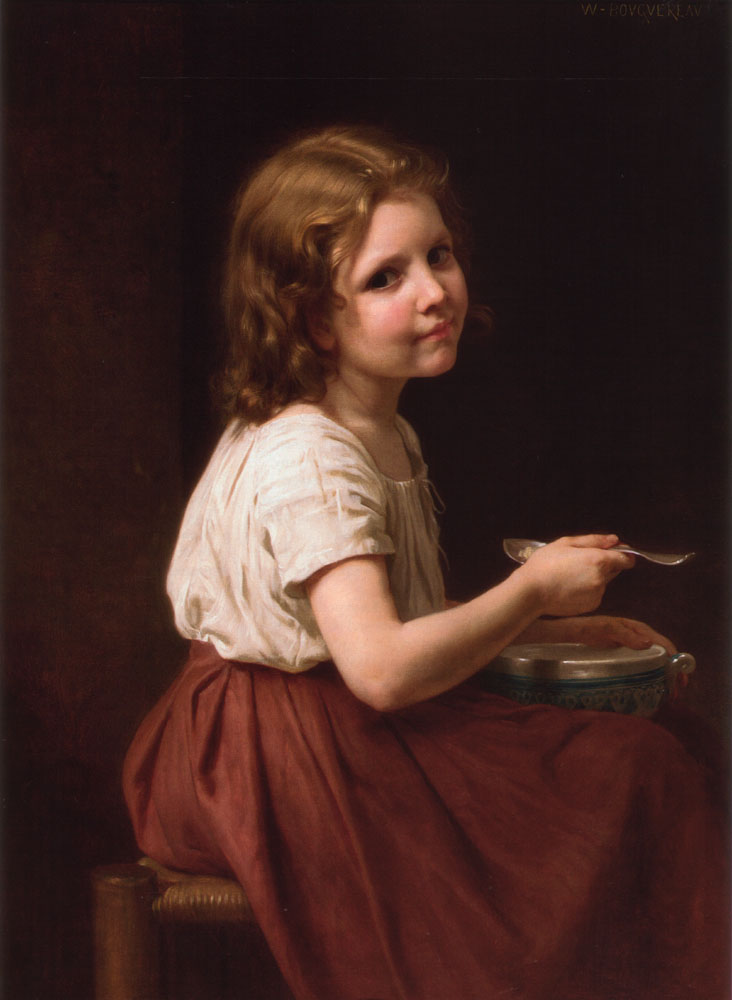
Polévka, 1865
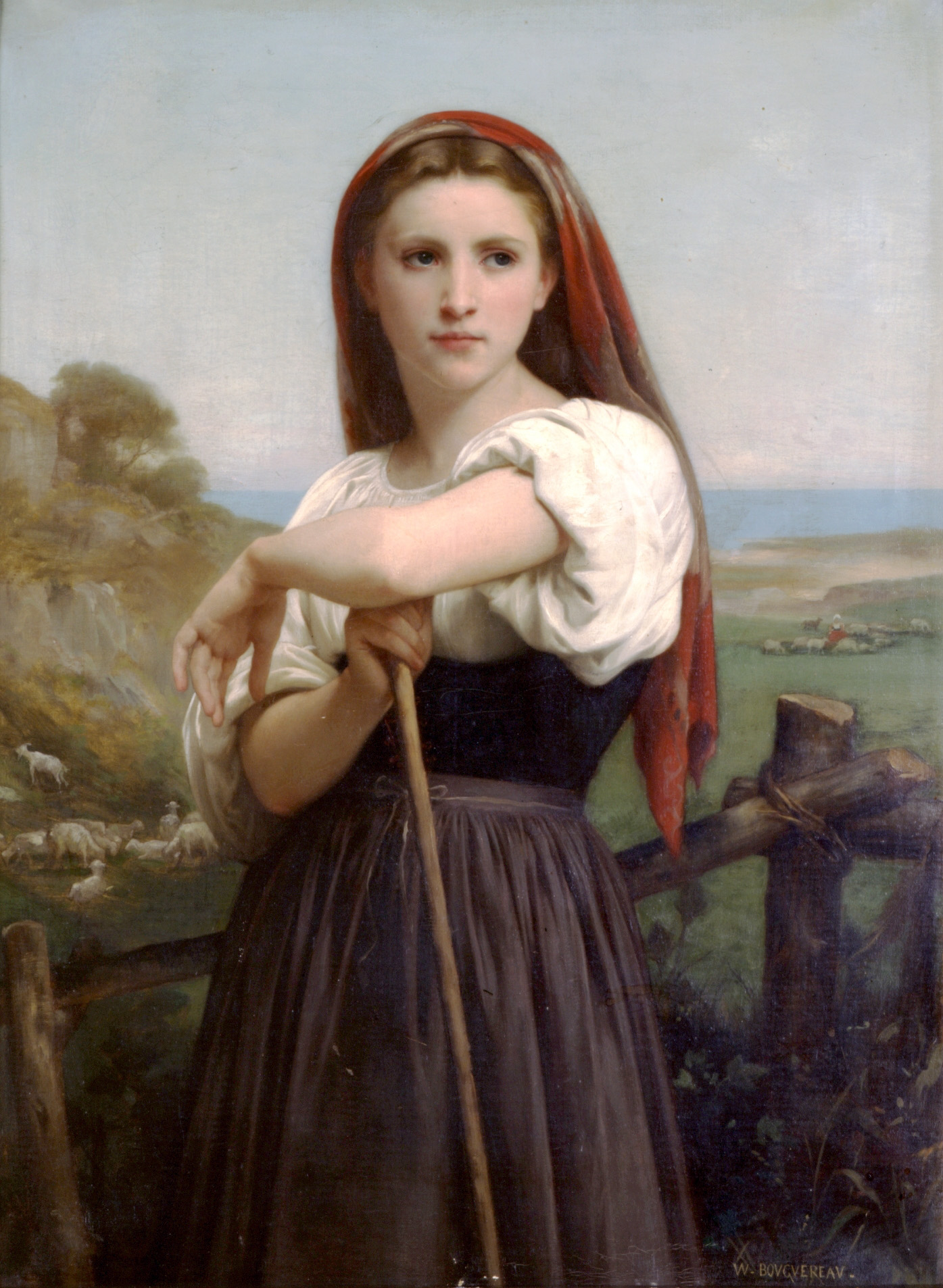
Mladá pastýřka, 1868
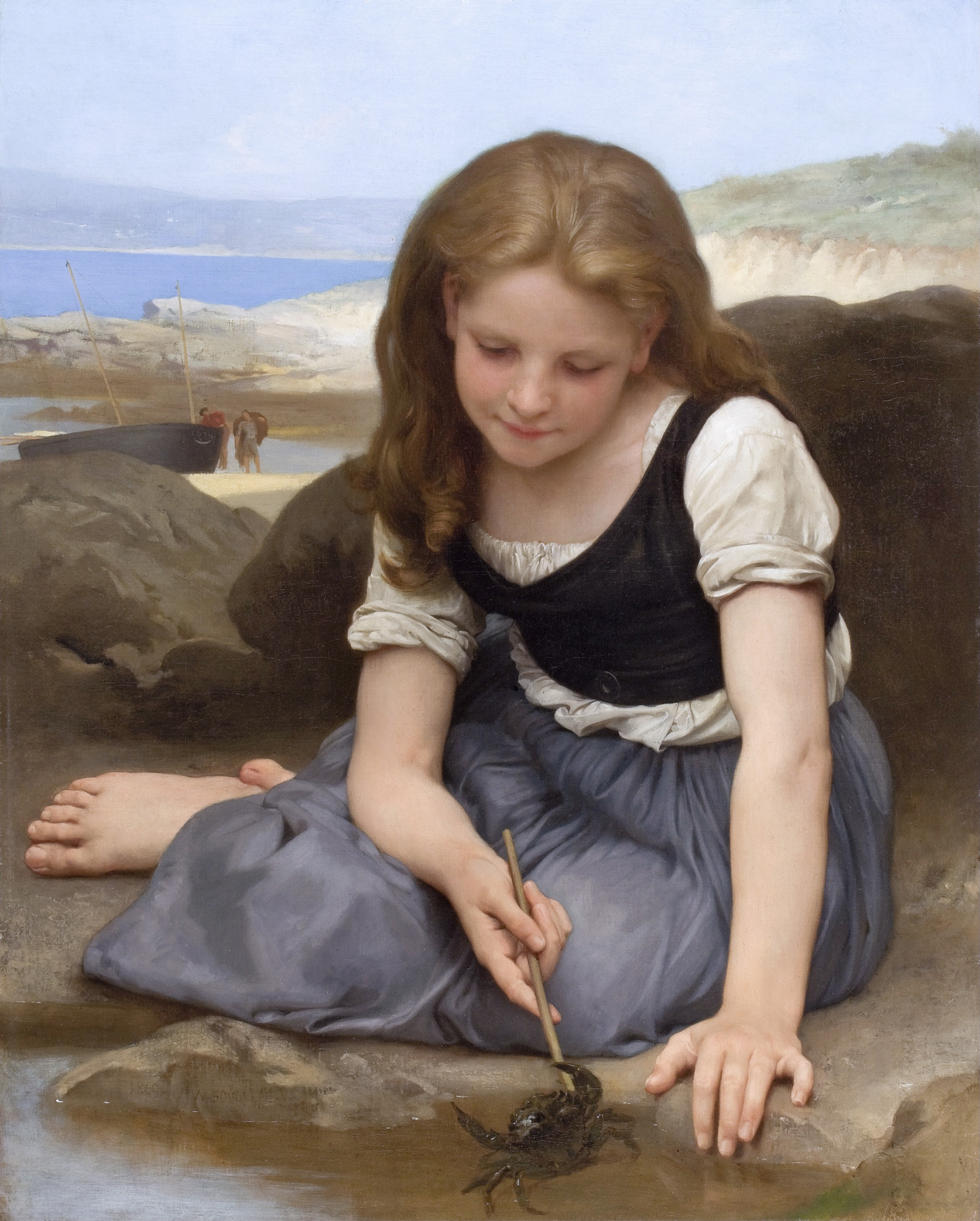
Krab, 1869
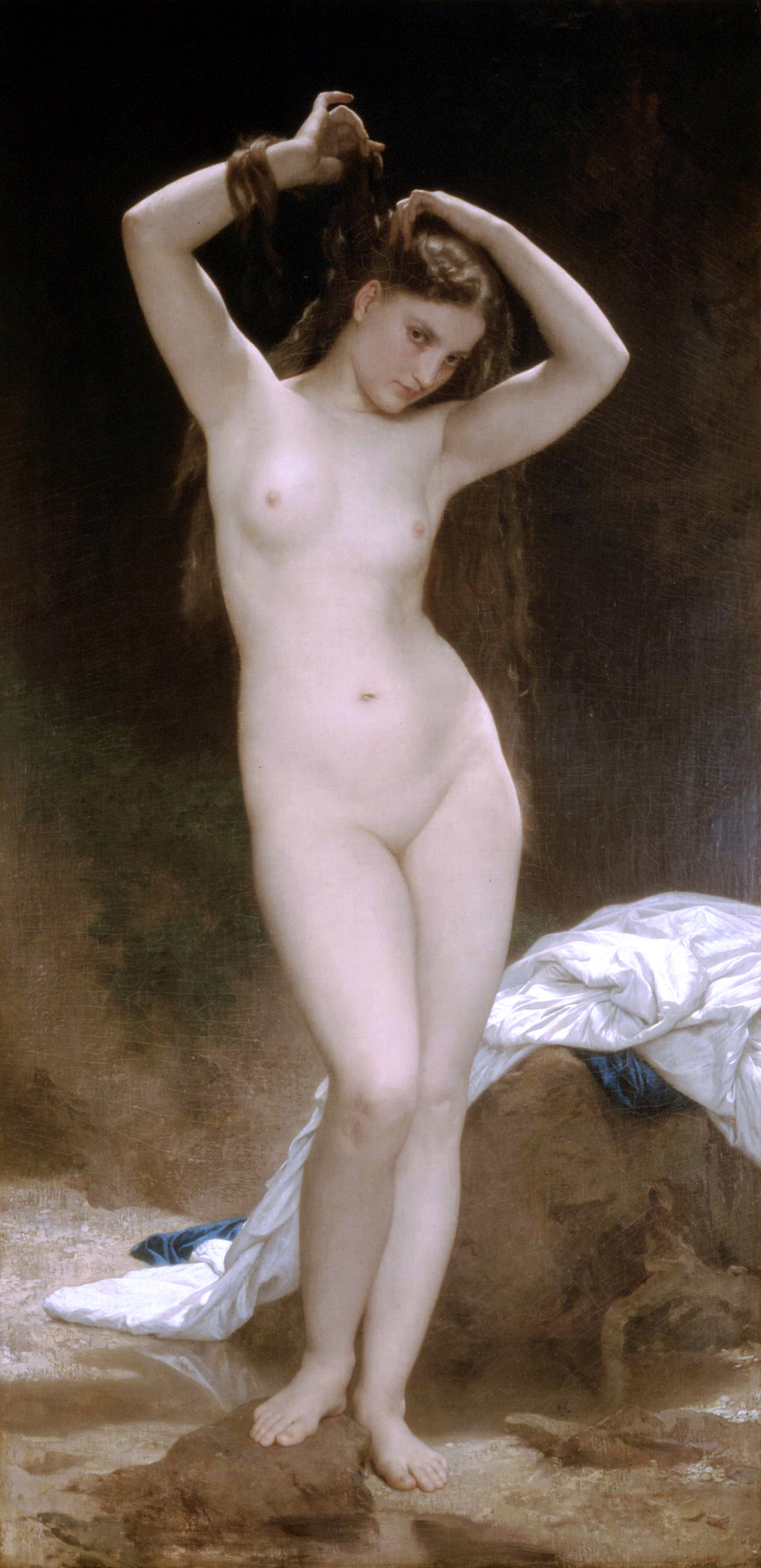
Koupající se dívka, 1870
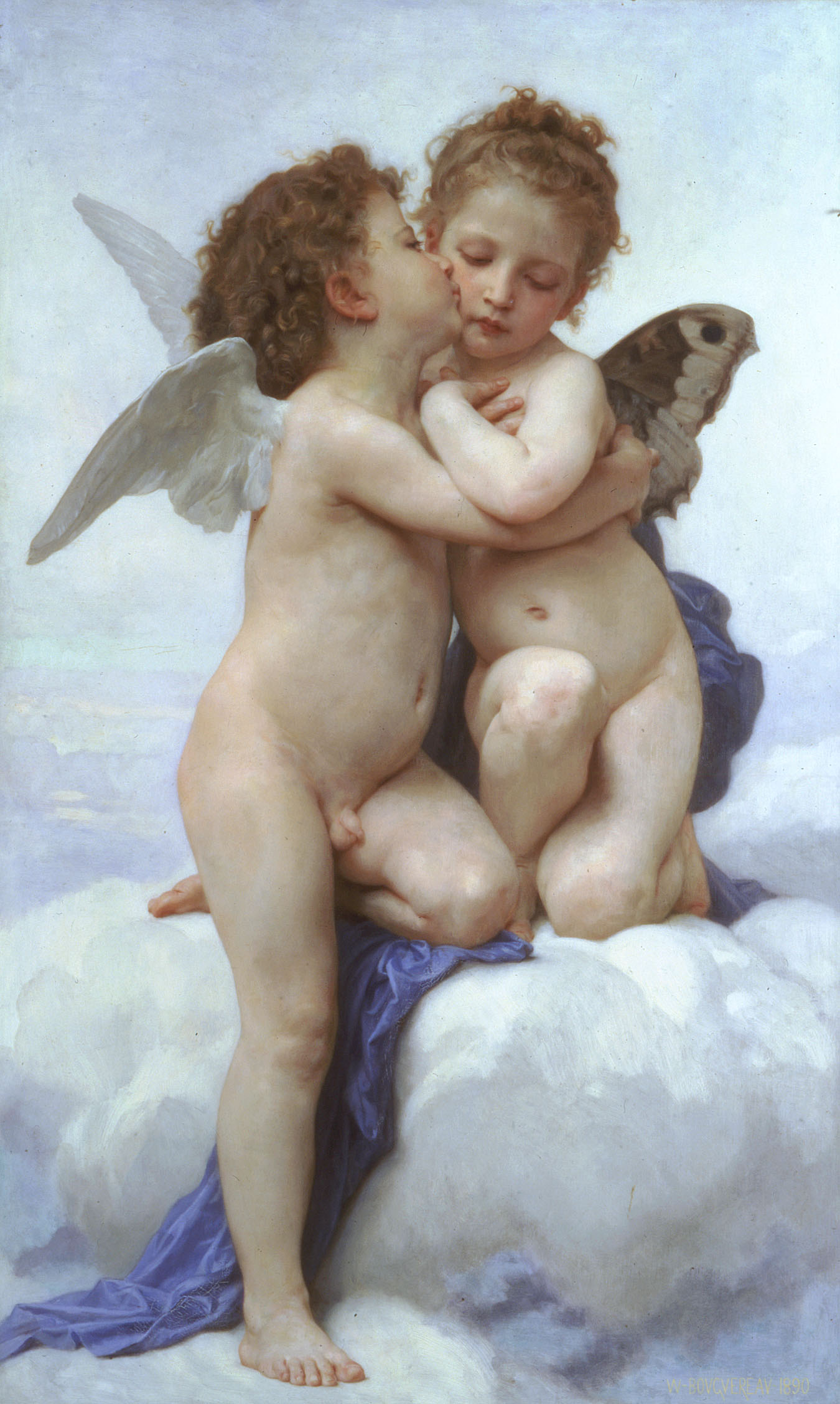
Amor a Psýché, 1890
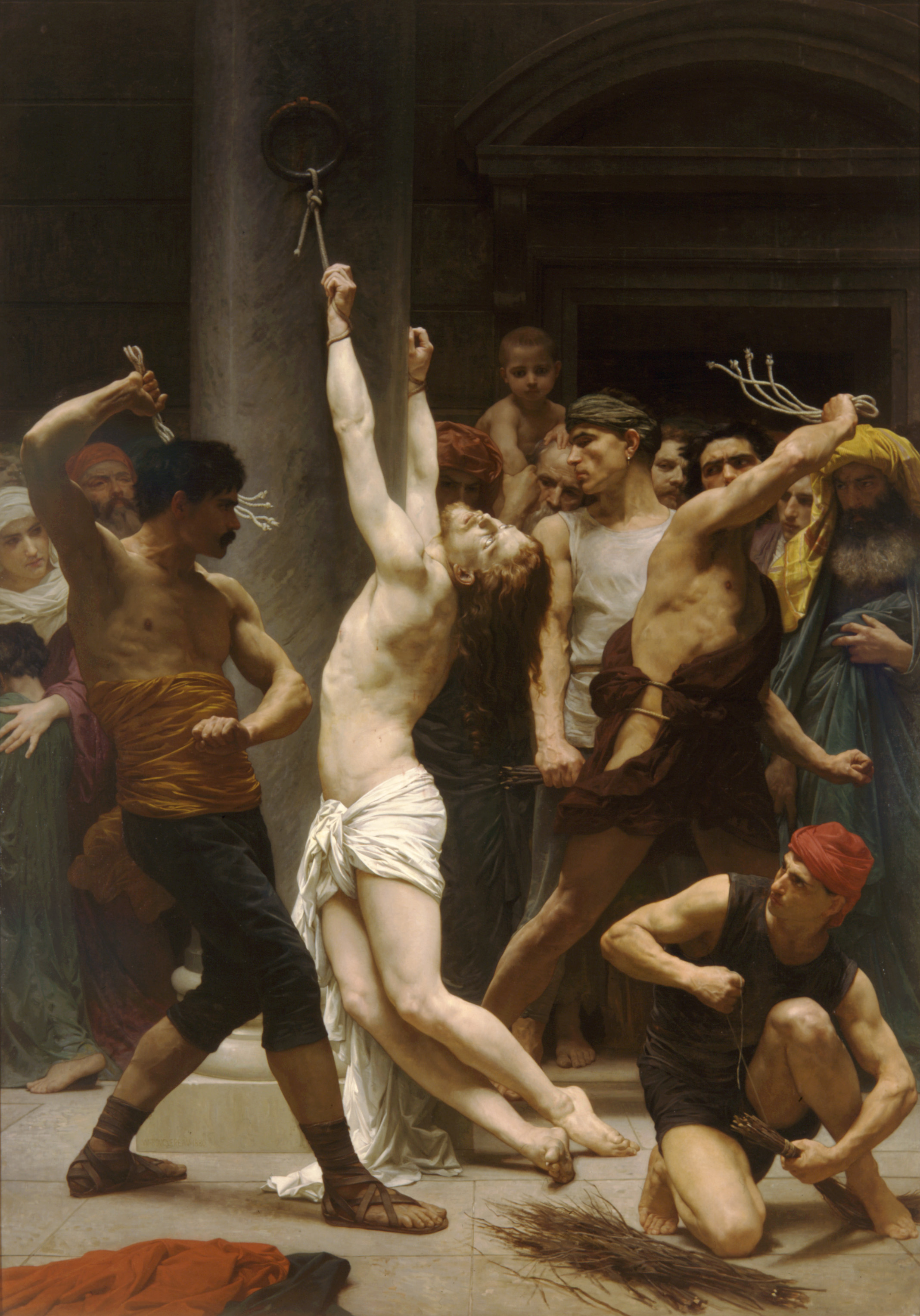
Bičování Pána našeho Ježíše Krista, 1880
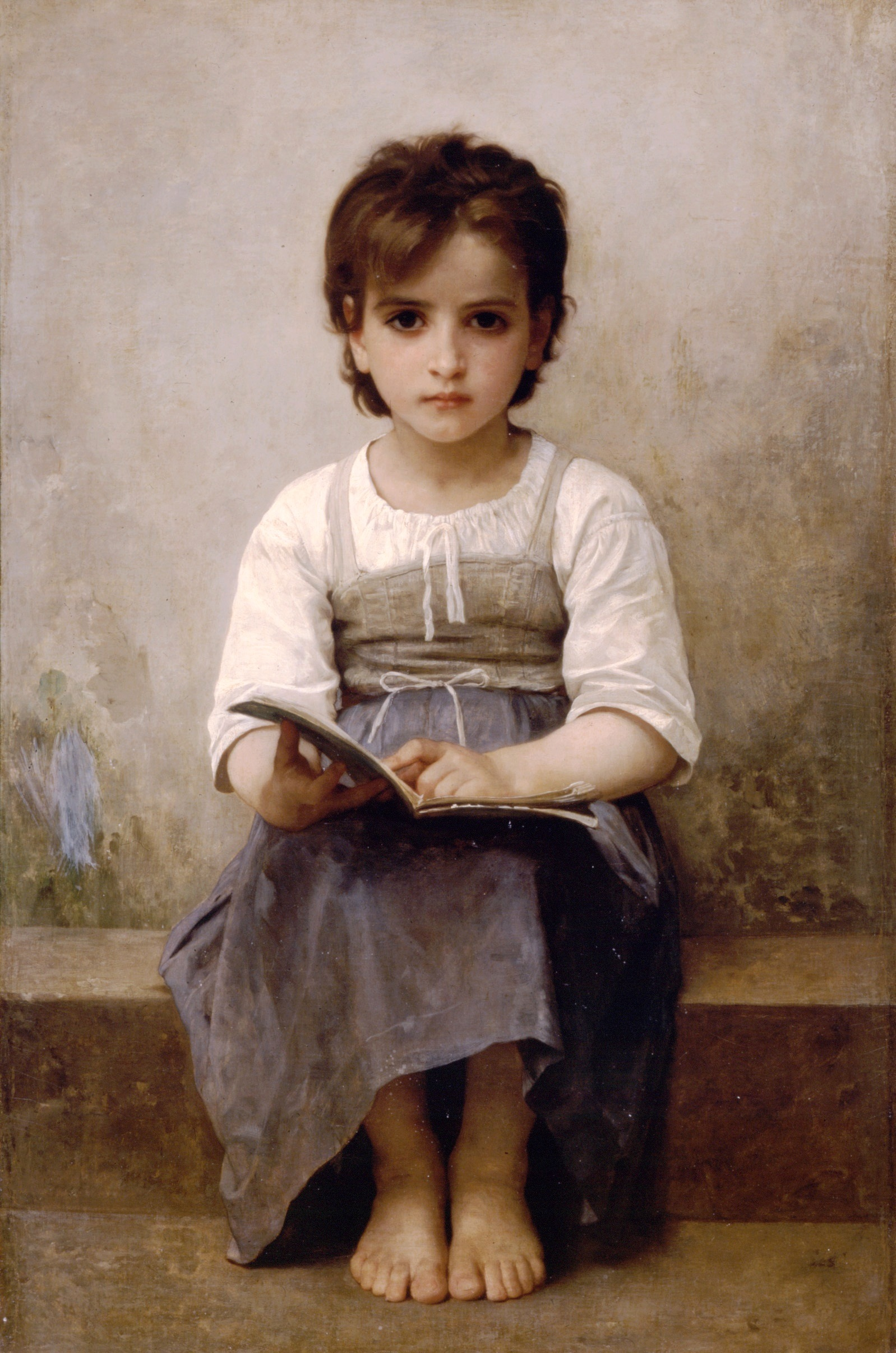
Těžká hodina, 1884